# Torneo Pre-Olimpico femminile CAF
Il torneo Pre-Olimpico femminile CAF è un torneo internazionale riservato a nazionali di calcio femminile africane organizzato, con cadenza quadriennale, dalla Confédération Africaine de Football (CAF), per determinare quali squadre nazionali si qualificano per il torneo olimpico di calcio femminile. 

## Risultati
| Olimpiadi        | Torneo di qualificazione          | #CAF Posti disponibili | nazionali qualificate | nazionali qualificate | Note                                                               |
| ---------------- | --------------------------------- | ---------------------- | --------------------- | --------------------- | ------------------------------------------------------------------ |
| Stati Uniti 1996 | (Mondiale di Svezia 1995)         | N/A                    | Nessuna               | Nessuna               | Si qualificano le prime sette squadre classificate nel Mondiale    |
| Sydney 2000      | (Mondiale degli Stati Uniti 1999) | N/A                    | Nigeria               | Nigeria               | Si qualificano le prime sette squadre classificate nel Mondiale    |
| Atene 2004       | Torneo Pre-Olimpico               | 1                      | Nigeria               | Nigeria               |                                                                    |
| Pechino 2008     | Torneo Pre-Olimpico               | 1,5                    | Nigeria               | Nigeria               | La seconda classificata (Ghana) ha perso i play-off con il Brasile |
| Londra 2012      | Torneo Pre-Olimpico               | 2                      | Camerun               | Sudafrica             |                                                                    |
| Rio 2016         | Torneo Pre-Olimpico               | 2                      | Sudafrica             | Zimbabwe              |                                                                    |
| Tokyo 2020       | Torneo Pre-Olimpico               | 1,5                    | Zambia                | Zambia                | La seconda classificata (Camerun) ha perso i play-off con il Cile  |